# Покровское (городской округ Истра)
Покровское — деревня в Истринском районе Московской области, центр Обушковского сельского поселения. Население — 1013 чел. (2010), в деревне 4 улицы, зарегистрировано 1 садовое товарищество.
Находится примерно в 25 км на юго-восток от Истры, на обоих берегах речки Руденки (приток Беляны), высота над уровнем моря 159 м. Ближайшие селения — Захарово, Воронино, Падиково и Красный Посёлок. С Истрой деревня связана автобусным сообщением (автобус № 20, 21), а также с Москвой — маршрутное такси № 480 (от метро Щукинская).
В 1994—2006 годах — центр Обушковского сельского округа.
В деревне родился Герой Советского Союза Александр Фадеев.

## Население
| 2002 | 2006  | 2010  |
| ---- | ----- | ----- |
| 1069 | ↘1049 | ↘1013 |